# اوماتر
اوماتر (به فرانسوی: Aumâtre) یک کمون در فرانسه است که در canton of Oisemont واقع شده‌است. اوماتر ۵٫۵۷ کیلومتر مربع مساحت دارد ۱۴۴ متر بالاتر از سطح دریا واقع شده‌است.